# Індійський варан
Індійський варан (Varanus indicus) — представник родини варанових. Інші назви «Мангровий варан», «Західний тихоокеанський варан».

## Опис
Цей варан сягає загальної довжини до 1,5 м. Хвіст, який майже у два рази перевищує довжину тулуба, стиснутий з боків, що допомагає при плаванні. Тіло варана вкрито невеликою лускою овальної форми. Індійський варан темно-зеленого або чорного кольору, вкритий золотаво-жовтими плямами. Верхня частина голови світло забарвлена, черево кремового кольору з темними відмітинами. Язик яскравого темно-фіолетового кольору; зуби — зубчасті.
Індійський варан має можливість збільшувати розмір рота, щоб з'їсти велику здобич. Він це робить розширюючи під'язиковий апарат та опускаючи нижню щелепу, процес, за зовнішнім виглядом на кшталт дій змії, хоча щелепа індійського варана залишається нерухливою. Також ці варани мають орган Якобсона (вомеронозальний орган). Водночас індійські варани володіють носовими залозами, які дозволяють їм виживати у солоній воді й споживати морську здобич. Наявність цієї залози дозволяє індійським варанам переміщуватися для досягнення нових островів у океані.

## Спосіб життя
Живе здебільшого у тропічних лісах та мангрових заростях. Харчується яйцями рептилій та птахів, молюсками, гризунами, комахами, крабами, невеликими ящірками, рибами та падлом, малими крокодилами.
Чіткого статевого диморфізму немає. На деяких островах, зокрема, на о. Гуам було зареєстровано самців утричі більших за вагою самиць.
Самиця індійського варана відкладає від 2 до 12 яєць довжиною 3,5—5 см. Молоді варани з'являються через 7—8 місяців.

## Розповсюдження
Мешкає в Австралії, на о. Нова Гвінея, Молуккських, Маріанських, Каролінських та Маршаллових островах.

## Зображення

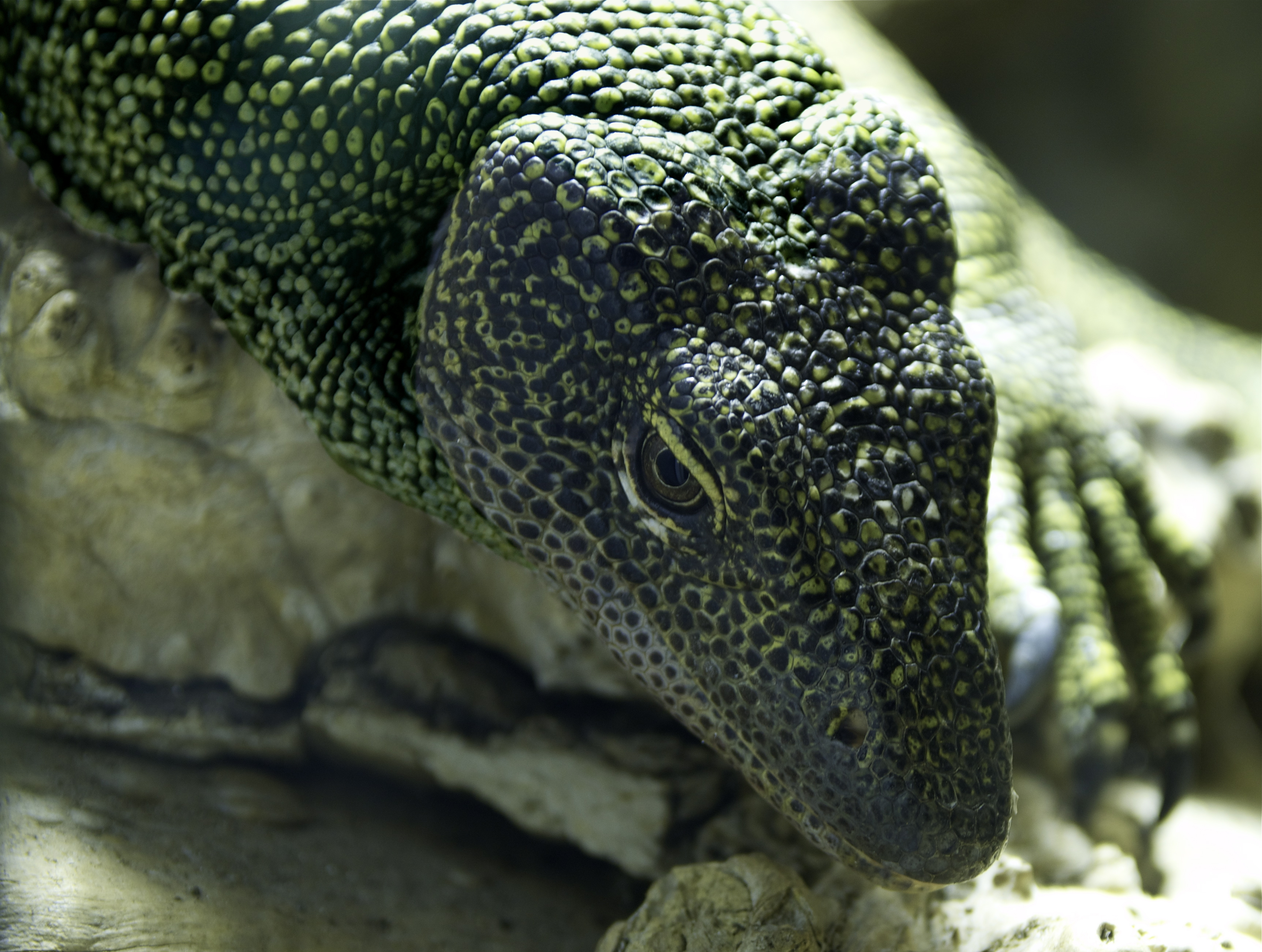